# Sigmaringa (distrito)
Sigmaringa (em alemão Sigmaringen) é um distrito da Alemanha, na região administrativa de Tubinga , estado de Baden-Württemberg.

## Cidades e Municípios
| - Cidades: 1. Bad Saulgau 2. Gammertingen 3. Hettingen 4. Mengen 5. Meßkirch 6. Pfullendorf 7. Scheer 8. Sigmaringa 9. Veringenstadt - Municípios: 1. Beuron 2. Bingen 3. Herbertingen 4. Herdwangen-Schönach 5. Hohentengen 6. Illmensee 7. Inzigkofen 8. Krauchenwies 9. Leibertingen 10. Neufra 11. Ostrach 12. Sauldorf 13. Schwenningen 14. Sigmaringendorf 15. Stetten am kalten Markt 16. Wald |